# Leif Johansson (tennisspelare)
Leif Johansson, född 3 juni 1952 i Södertälje, Sverige, är en svensk högerhänt tidigare professionell tennisspelare.

## Tenniskarriären
Leif Johansson hade en kort tenniskarriär i början av 1970-talet som avslutades successivt från 1975 på grund skador i höger knä som krävde ett flertal operationer.  Johansson vann inga titlar som ATP-proffs, och rankades som bäst som nummer 51 (augusti 1973). Han noterade karriärsegrar över spelare som Stan Smith och  Guillermo Vilas. Säsongerna 1972 och 1976 blev han svensk mästare i dubbel utomhus tillsammans med Kjell Johansson och Terje Larsen.
Johansson, som var en talangfylld grusspelare med en effektiv serve, blev 1974 uttagen för spel i Sveriges Davis Cup-lag av lagkaptenen Lennart Bergelin. Som lagkamrater hade han Björn Borg och Ove Bengtson. Johansson spelade under en enda säsong där totalt sex matcher och vann två av dem. Laget nådde Europasemifinal mot Italien. På vägen dit hade laget besegrat Polen och Nederländerna varvid Johansson vunnit en singel vid båda tillfällena. Mot Italien, matchen spelades i Båstad, lyckades han inte vinna någon av sina två singlar, utan noterade förluster mot Adriano Panatta och Paolo Bertolucci. Trots att Borg vann sina båda singlar mot samma spelare, vann det italienska laget med 3-2 i matcher eftersom man dag 2 hade vunnit dubbelmatchen mot Borg/Bengtson.
Leif Johansson är far till tennisspelaren Joachim Johansson.